# Carpineto Sinello
Carpineto Sinello község (comune) Olaszország Abruzzo régiójában, Chieti megyében.

## Fekvése
A megye délkeleti részén fekszik. Határai: Atessa, Carunchio, Casalanguida, Gissi, Guilmi, Liscia, Roccaspinalveti, San Buono és Tornareccio.

## Története
Első írásos említése a 12. századból származik. A következő századokban nemesi birtok volt. Önállóságát a 19. század elején nyerte el, amikor a Nápolyi Királyságban felszámolták a feudalizmust.

## Népessége
A népesség számának alakulása:

## Főbb látnivalói
- Castello Ducale (11. századi vár)
- San Michele Arcangelo-templom